# Vibo Valentia (tỉnh)
Tỉnh Vibo Valentia (tiếng Ý: Provincia di Vibo Valentia) là một tỉnh trong vùng Calabria của Ý. Tỉnh được thành lập bởi luật quốc gia của 06 tháng 3 năm 1992 có hiệu lực từ ngày 1 tháng 1 năm 1996, và trước đây là một phần của tỉnh Catanzaro. Thủ phủ của tỉnh là thành phố của Vibo Valentia và mã biển số xe của tỉnh là VV.
Tỉnh có diện tích 1.139 km ² (chiếm 7,6% của tổng bề mặt của Calabria), và dân số tổng cộng 168.894 người (ISTAT 2005). Có 50 comuni (số ít: comune) trên địa bàn tỉnh.